# 粕川站

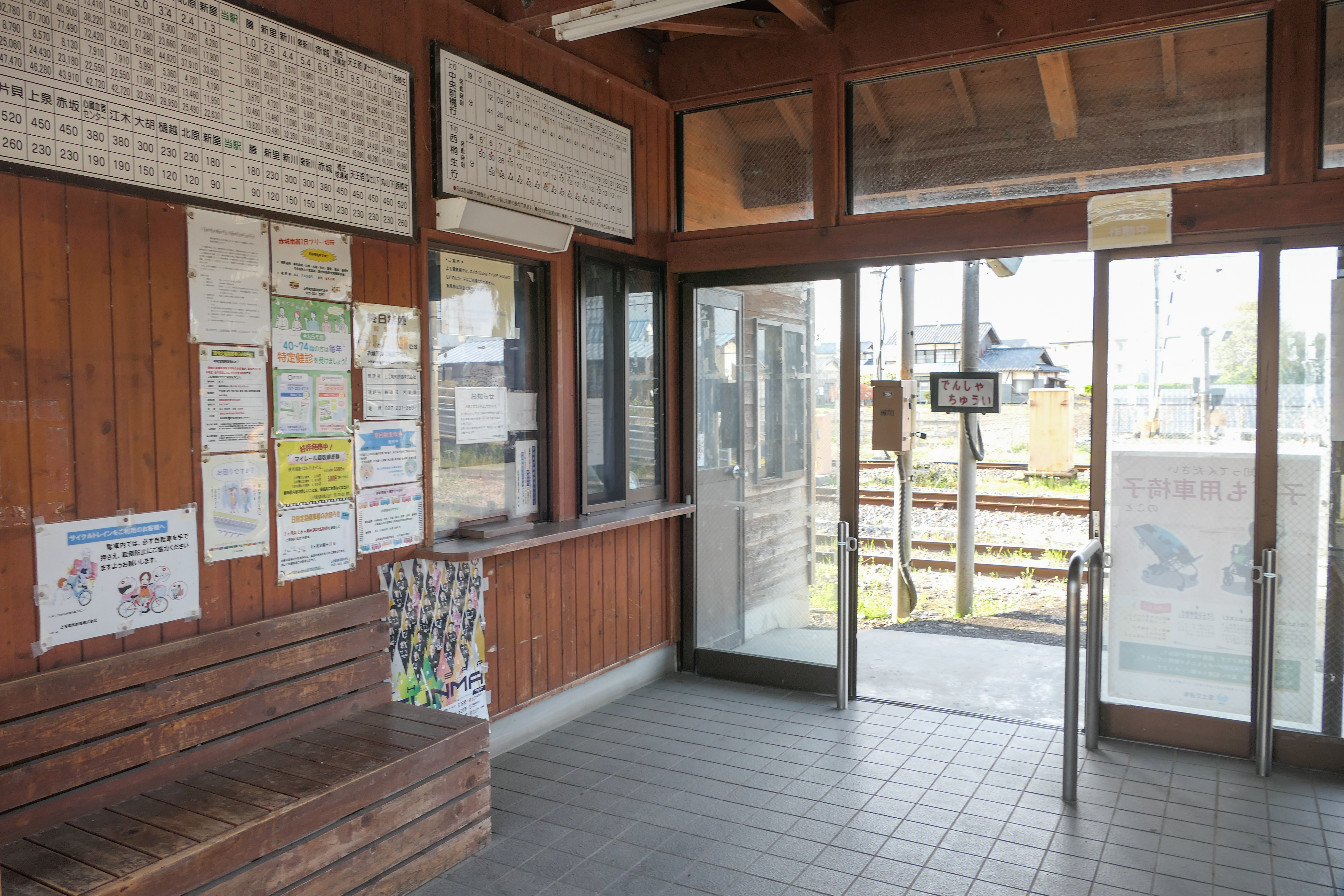
車站內部（2024年4月）

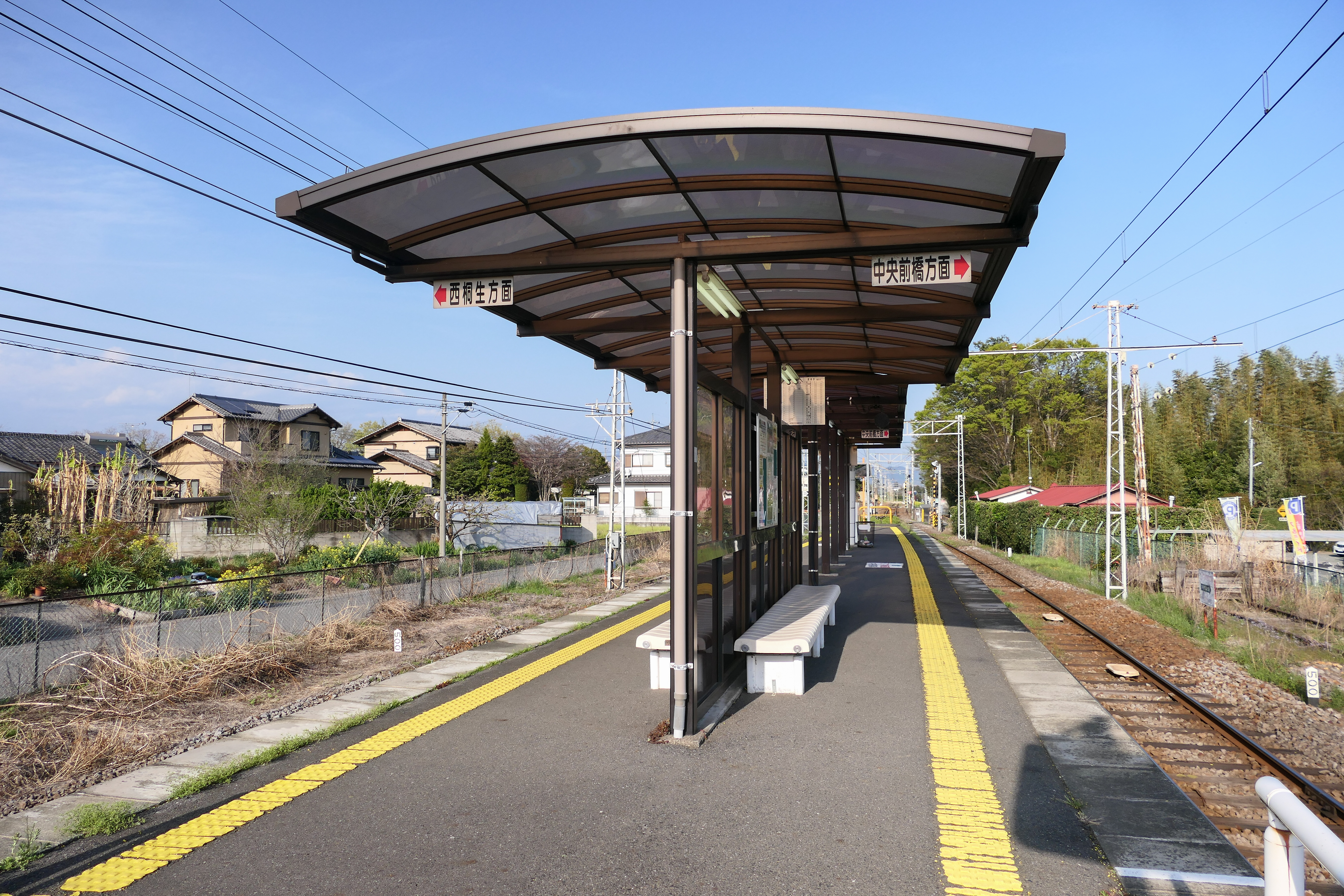
月台（2024年4月）

粕川站（日语：／ Kasukawa eki */?）是位於群馬縣前橋市粕川町西田面293番2號，上毛電氣鐵道的上毛線車站。在日間每30分鐘一班的時段，部分列車會在此站進行列車交會。

## 歷史
- 1928年（昭和3年）11月10日 - 車站啟用[1]。
- 2004年（平成16年）
  - 9月 - 舊木造車站大樓拆毀。
  - 11月30日 - 新車站大樓落成。

## 車站構造

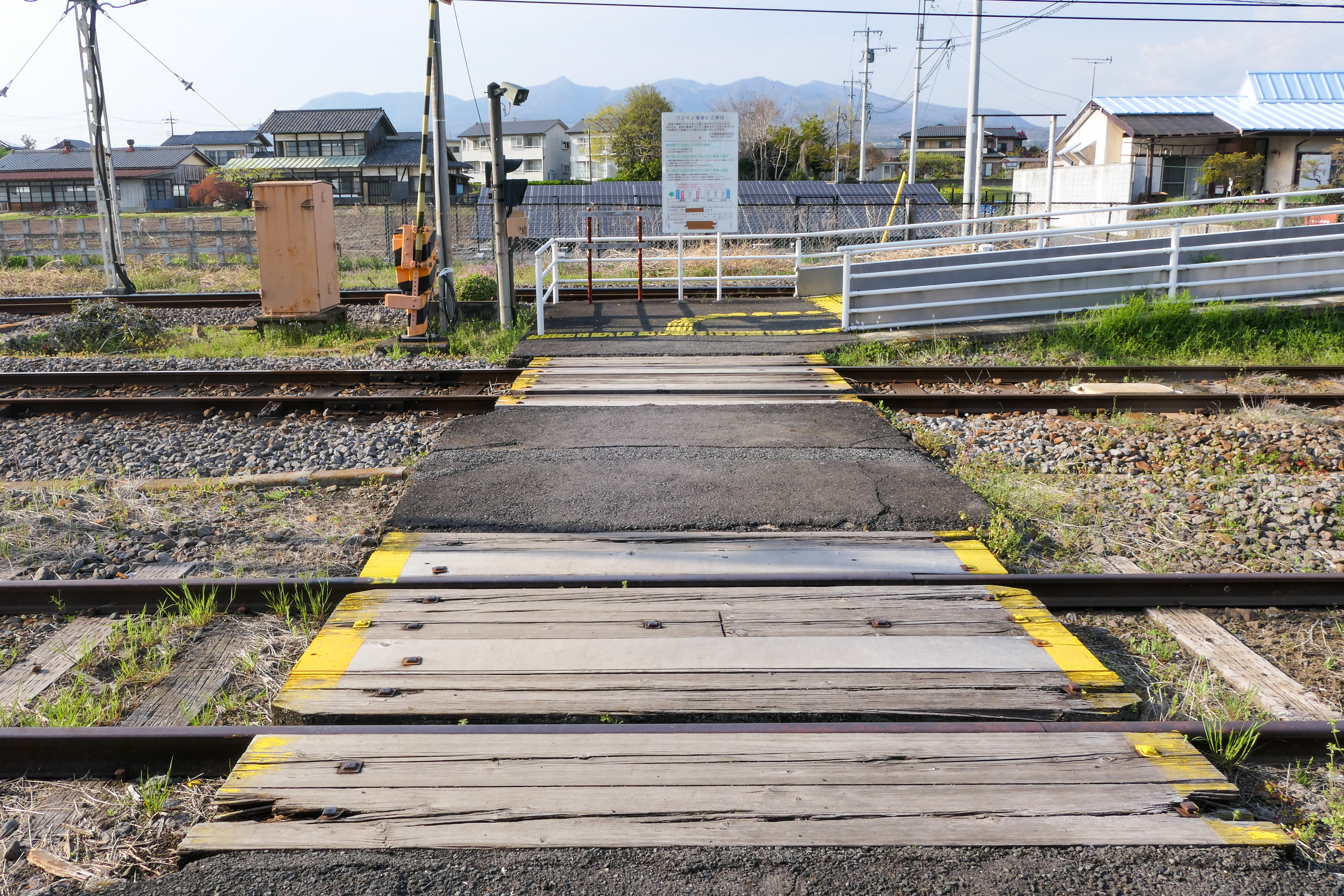
平交道（2024年4月）

本站是地面車站，設有1面2線的島式月台。在特定日子為有人車站。站房一方設有1條維護路軌線。

### 月台
| 月台         | 路線    | 方向         |
| ------------ | ------- | ------------ |
| 車站大樓一方 | ■上毛線 | 中央前橋方向 |
| 車站大樓對面 | ■上毛線 | 西桐生方向   |

## 使用狀況
以下為近年1日平均上下車人次變化。
| 上下車人次變化 | 上下車人次變化 |
| 年度           | 1日平均人次    |
| -------------- | -------------- |
| 2011年         | 335            |
| 2012年         | 310            |
| 2013年         | 323            |
| 2014年         | 298            |
| 2015年         | 286            |
| 2016年         | 257            |
| 2017年         | 249            |
| 2018年         | 253            |

## 車站周邊
- 前橋市農業協同組合粕川分所
- 前橋市政廳粕川分所（舊・粕川村（日语：粕川村 (群馬県)）公所）
- 粕川郵局
- 群馬銀行粕川分店
- 群馬縣道113號粕川停車場線（日语：群馬県道113号粕川停車場線）

## 巴士路線
- 站前設有由赤城的士（日语：赤城タクシー）行走的需求巴士（日语：デマンドバス）。

## 相鄰車站
上毛電氣鐵道
上毛線
新屋－粕川－膳

## 注腳
1. ↑  「地方鉄道運輸開始」『官報』1928年11月19日（國立國會圖書館數碼化收藏）
2. ↑  国土数値情報　駅別乗降客数データ  （页面存档备份，存于）（日語） - 國土交通省、2020年9月21日參閲

## 外部連結
- 上毛電氣鐵道　沿線資訊 （页面存档备份，存于）（日語）